# Butesina
Butesina, picrato de butambeno ou apenas butambeno (butil 4-aminobenzoato, éster butílico, p-aminobenzoato de butila, butil p-aminobenzoato, butaben, butoforme, scuroforme) é um composto orgânico. Atua como um anestésico local utilizado em queimaduras, impedindo a propagação da dor. Segundo a Central Interativa da Abbott Laboratories este foi descontinuado sua produção em 2010, não havendo substituto.

## Propriedades
- Hidrolisa quando fervido com água.

## Aplicações
É um anestésico local do tipo éster. Foi usado no tratamento de lesões dolorosas da pele e como supositórios para aliviar a dor de hemorróidas ou fissuras anais.
A aplicação prolongada pode causar dermatites.